# Kissajó község
Kissajó község (románul: Comuna Șieuț) község Beszterce-Naszód megyében, Romániában. Központja Kissajó, beosztott falvai Friss, Sajófelsősebes, Sajósebes.

## Népessége
A 2011-es népszámlálás adatai alapján a község népessége 2652 fő volt.